# Homenaje a Dos Leyendas (2017)
Homenaje a Dos Leyendas 2017 fue un evento de pago por visión de lucha libre profesional producido por Consejo Mundial de Lucha Libre. Tuvo lugar el 17 de marzo de 2017 desde la Arena México en Ciudad de México.

## Homenaje
La vida y los logros de Salvador Lutteroth siempre se honran en el espectáculo anual de Homenaje a Dos Leyendas. Desde 1999, CMLL también ha honrado a una segunda persona, una leyenda de lucha libre, de alguna manera la versión de CMLL de su Salón de la Fama. En 2017, CMLL eligió honrar a Arturo Díaz Mendoza, mejor conocido bajo el nombre de Villano III por su vida y su carrera en Lucha Libre. Arturo Mendoza era el hijo mediano del luchador y promotor Ray Mendoza, siguiendo a José de Jesús Díaz Mendoza (Villano I) y José Alfredo Díaz Mendoz (Villano II) y a los hermanos menores Raymundo Díaz Mendoza Jr. (Villano V) y Tomas Díaz Mendoza (Villano IV). A lo largo de los años, Villano III defendió su máscara en una multitud de partidos de Luchas de Apuestas , con más de 30 victorias de máscara en su registro, incluyendo el desenmascaramiento de Super Astro y Pegasus Kid.
A finales de 1999 y a principios de 2000, Villano III comenzó una rivalidad con Atlantis que llevó a ambos luchadores a poner su máscara en la línea en la Final Juicio 2000 . Villano III perdió el combate y su máscara en lo que se votó como el Lucha del Año de Wrestling Observer en 2001. En los años siguientes, la carrera de Arturo se desaceleró a medida que la edad y las lesiones lo afectaron. Finalmente se retiró en 2015 debido a la disminución de la vista y el deterioro de las rodillas.

## Resultados
- Estrellita, Marcela y Princesa Sugehit derrotaron a  La Amapola, Tiffany y Zeuxis por descalificación.
  - Las Rudas fue descalificadas después de que Zeuxis e quitara su máscara a Sugehit.
  - Después de la lucha, Estrellita fue llevada en camilla.
- Dragon Lee, Stuka Jr. y Titán derrotaron a Los Guerreros Laguneros (Euforia, Gran Guerrero & Niebla Roja).
  - Lee cubrió a Roja después de un «Dragon Driver».
- Los Ingobernables (La Máscara & Rush) y Kráneo derrotaron a Atlantis, Carístico y Marco Corleone.
  - Rush cubrió a Corleone después de un «Toque de Espaldas».
- Último Guerrero derrotó a Matt Taven y retuvo el Campeonato Mundial Histórico de Peso Medio de la NWA.
  - Guerrero forzó a Taven a rendirse con un «Guerrero Special».
- El Sky Team (Místico, Valiente & Volador Jr.) derrotaron a Los Hijos del Infierno (Luciferno & Mephisto) y Hechicero y retuvieron el Campeonato Mundial de Tríos del CMLL.
  - Valiente cubrió a Luciferno después de un «Valiente Driver».
- Diamante Azul derrotó a Pierroth en una Lucha de Máscara vs. Máscara.
  - Azul cubrió a Pierroth después de un «Suplex Alemán».
  - Como consecuencia, Pierroth perdió su máscara.
  - La identidad de Pierroth era: el luchador se llama Arturo Muñoz Sánchez y su lugar de origen es Tala, Jalisco.